# Rhododendron hellwigii
Rhododendron hellwigii är en ljungväxtart som beskrevs av Otto Warburg. Rhododendron hellwigii ingår i släktet rododendron, och familjen ljungväxter. Inga underarter finns listade i Catalogue of Life.